# 하드베스
하드베스 (hardbass / hard bass)는 1990년대 후반 러시아 상트페테르부르크에서 시작된 펌핑 하우스의 하위 장르로, 활력 넘치는 테크노, 하드 스타일, 현지 러시아의 영향에서 영감을 얻었다. 하드베이스는 빠른 템포(보통 150~175 BPM), 둥크, 독특한 베이스 라인(일반적으로 하드 바운스), 왜곡된 사운드, 무거운 발차기, 이따금 구호를 외치거나 랩을 하는 것이 특징이다. 몇몇 유럽 국가에서는 이른바 '하드베이스 장면'이 생겨났는데, 이는 여러 사람이 가면을 쓴 채 대중 앞에서 춤을 추고, 때로는 모싱이 수반되는 장르와 관련된 사건이다.

## 역사

### 1990년대 후반 ~ 2000년대 중반: 상트페테르부르크 (Saint Petersburg), 메탈 셰이드 (metal shade), 드러그 레이브 (drug raves)
하드바스는 1990년대 후반에 처음 등장하기 시작했는데, 주로 지하의 상트페테르부르크 전자 댄스 음악에서 펌핑 하우스 장르로 등장했다. 대나무 저음 주위에 세워져 있다. 1997년 클럽헤드에 의해 처음 발명된 금속 베이스 신시사이저 사운드의 일종인 또는 동크 베이스는 지역 래브에서 주식이 되었다. 결국 파티의 밤은 상트페테르부르크와 모스크바에서 열리기 시작했다.상트페테르부르크에서 가장 유명한 광포도주장은 라스베트 클럽과 상트페테르부르크에서 멀지 않은 인공 호수인 메드노에 오제로 근처 채석장에서 열린 광포도주였다. 러시아에서 국내 펌프장 생산을 시작한 DJ 중에는 DJ 톨스티크, DJ 8088, DJ 유르바노이드, DJ 솔로비, DJ 글리크 등이 있었다.

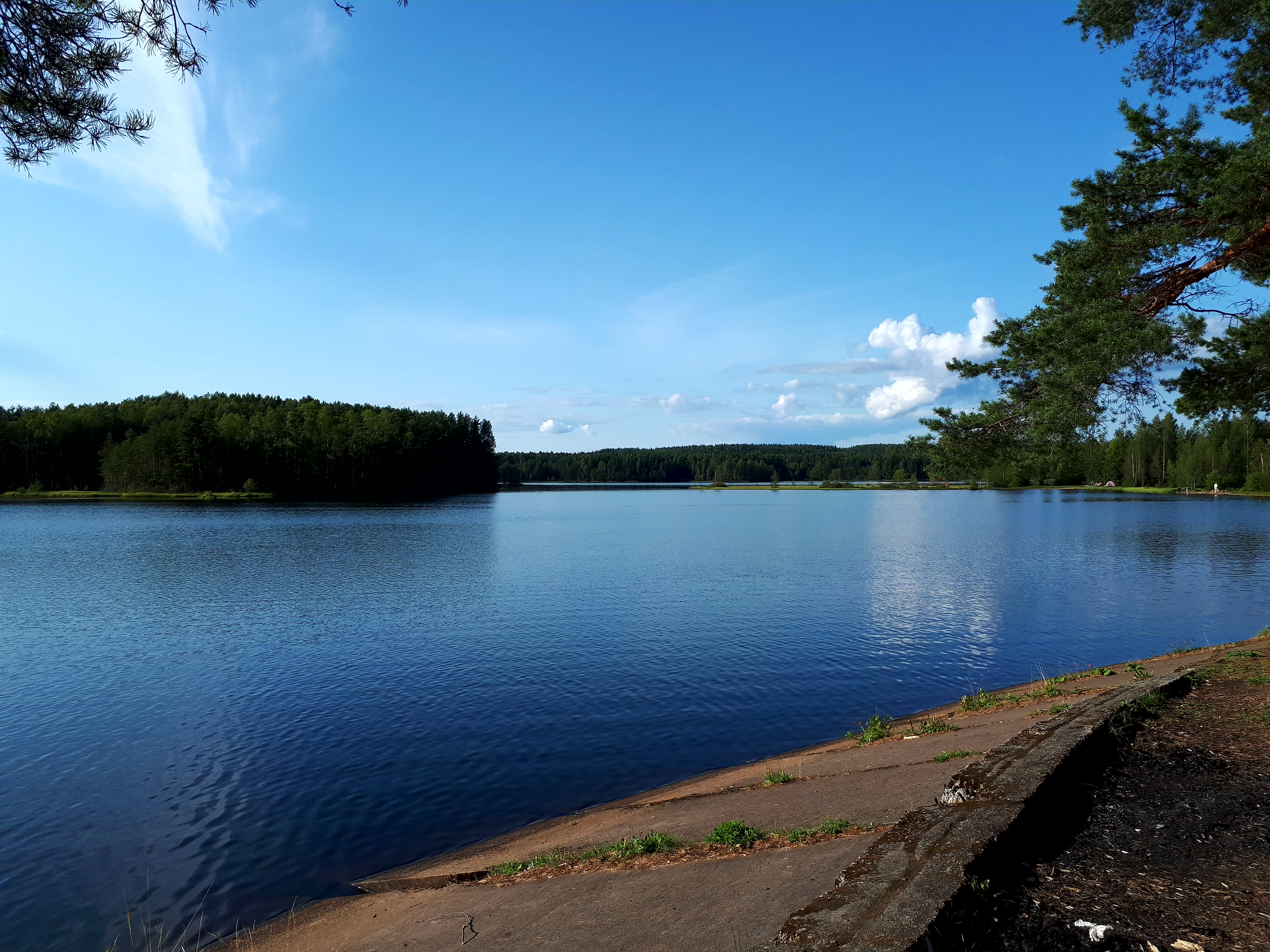
2018년 메드노에 오제로 숲이 들풀을 퍼내는 곳으로 악명높은 메드노에 오제로의 현장

이 광란의 장면은 이후의 오프샷과는 확연히 달랐다. 약물 사용(특히 바르비투르산염, 시렘, 암페타민 사용)은 현장에서 널리 퍼졌다. 파티의 에너지를 증가시키기 위해, 상트페테르부르크 프로듀서들과 DJ들은 자신들이 연주하고 제작한 펌프장의 BPM을 증가시키기 시작했고, 결국 150 BPM에 도달했다.
이 장면은 상트페테르부르크의 하층민들과 중산층 젊은이들을 위한 독특한 하위 문화를 형성했다. 이 하위문화가 가진 다른 이름들 중에는 바이키(황소), 레이브 고프니크, 그리고 다른 용어들과 같은 이름들이 있었다.동시에, 상트페테르부르크 제작자들은 다른 휘파람과 다른 샘플들을 그들의 제작에 포함시키기 시작했는데, 이것은 나중에 일반적으로 알려진 대로 하드베이스 사운드로 마무리될 것이다. 동시에 하드베이스의 특징적인 용어가 형성되었는데, 여기에는 음악 자체의 명칭(하드베이스, 콜바시야의 파생어인 소시지, 하드 파티를 의미하는 전문용어 동사, 펌핑 하우스(pump)의 단축어인 pump, pamp, pump라는 단어를 러시아어로 문자 그대로 번역한 nasos)이 포함된다.colbaser 또는 kolbasyor와 같은 하드베이스 파티를 둘러싼 용어에 대한 이온들, 즉 정말 열심히 파티하는 사람을 의미하며, 암페타민을 위해서는 스파이디(속도의 반대), 암페타민을 위해서는 xyrat, 일반적인 불법 마약에 대해서는 솔리(soli) 등이 있다. 그 장면은 어두운 분위기로 유명했는데, 그것은 만연된 마약 사용과 결합되어 인기 있는 어두운 풍자적인 파티 구호를 낳았다. 마치 자신이 자신의 아파트에서 모든 것을 훔쳐서 팔았던 것처럼 말이다. 하지만 결국 콜바사에 갈 수 있었다.
이 장면은 어둡고 위협적인 분위기, 로봇이나 낮은 음조의 괴물 같은 목소리, 동크 베이스로 알려진 DJ 바라바스, DJ 렌트겐 등이 개척한 메탈 쉐이드 서브 장르를 중심으로 어두운 오프샷을 형성했다.
이 장면은 민족주의와 별로 관련이 없었다. 모스크바 하드바스 학교 회원들에 따르면 민족주의 구호의 물결은 지역 하드바스 제작자인 DJ 젤레즈니예 샤르니리가 2000년대 널리 퍼진 러시아 스킨헤드 문화의 영향을 받아 하드바스에 "순수히 재미로"와 같은 스킨헤드 구호를 추가하기 시작하면서 시작되었다.

### 2000년대 후반 ~ 2010년대 초반: 냉정한 하드베이스, 하드베이스 공격 및 유럽으로 확산
2006년, '펌핑 터미네이터 Vol.1'이라는 제목의 풍자 영화가 유튜브에 등장했는데, 이 영화는 쉬는 시간 동안 클럽 이용자들의 언어에서 클럽 생활을 하는 것에 대해 전형적인 방식으로 춤을 추고 채스슈카 (chastushkas)를 외치는 노인을 다루고 있다. 이 영화의 사운드트랙에는 XS Project에서 제작한 3개의 펌프 하우스 트랙이 포함되어 있다.

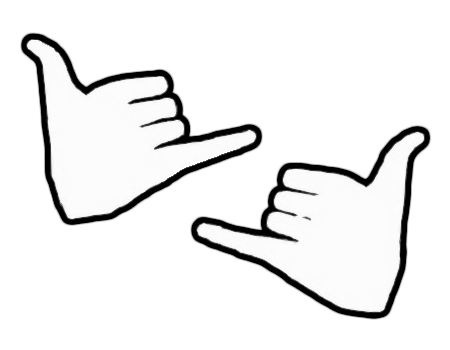
하드배스 코자, 하드배스 공격과 하드배스 춤과 연관된 손동작이다.

2010년, 상트페테르부르크 출신의 4명의 음악 프로듀서 그룹인 XS Project는 2003년에 발매된 그들의 보치카, 베이스, 콜바소르 (킥 드럼, 베이스, 콜바소르) 트랙과 함께 또 다른 풍자 영화를 Gop FM 방송국의 라디오 진행자들과 함께 유튜브에 공개했다.영화 속 상트페테르부르크 어린이 놀이터에서 곱닉으로 변장한 여러 예술가, DJ, 라디오 진행자들이 곱닉 스타일로 춤을 추었다. 이 영화는 소위 레이브 고프니크의 하위문화인 트랙수트를 입은 젊은이들을 조롱하기 위한 의도였다. 그들은 러시아의 레이브 파티에 좋은 시간을 가지기 위해서가 아니라, 쓰레기에 걸려서 문제를 일으키기 위해서였다. 그 조롱은 극성스런 곱창들이 사는 방식과는 달리 냉철하고 건강한 생활 방식을 요구하는 가사에 있었다. 그러나 동유럽의 거리 젊은이들은 이 비디오를 좋아했고 아이러니를 피하기를 선호했고, 그 무렵 러시아에서 냉철한 우익 생활방식이 부상한 것을 감안하면, 영화에서 보여지는 춤 동작은 East E의 여러 도시에 있던 젊은이들이 살던 당시의 할렘 셰이크메와 비슷한 오래 지속되는 플래시몹의 기초가 되었다.유럽은 갑자기 바깥의 공공장소 한가운데에서 gopnik 스타일로 춤을 추기 시작했다. 그러나 2011년 러시아에서 인터뷰한 하드베이스 팬들에 따르면 하드베이스 플래시몹은 레즈긴카 스트리트 댄스 플래시몹에 대한 직접적인 대답이었으며, 그 무렵 러시아에서 자주 나타났으며 산업도시의 젊은 러시아 백인 남성들 사이에서 인기가 있었다. 하드바스는 레즈긴카를 대체하는 슬라브어였다. 하드베이스 플래시몹(또는 참가자들에 따르면 하드베이스 공격을 의미하는 하드베이스 사타키)이 열린 공공장소에는 대학 강의실, 쇼핑몰, 대중교통 등이 포함되었다. 이 플래시몹의 다른 흔한 특징으로는 아디다스 트랙슈트, 발라클라바, 연막탄 등이 있다. 하드베이스 댄스를 위한 춤 동작은 주로 엉성한 발을 구르고, 점프하고, 특정한 손동작을 포함하며, 엄지손가락과 손가락이 튀어나온 상태에서 주먹으로 꽉 쥐었다.이 몸짓은 러시아어로 하드베이스 코자(hardbass koza, 뿔의 단단한 베이스의 표시라는 뜻)로 알려지게 되었다. 처음에 플래시몹은 주로 벨라루스, 러시아, 우크라이나에서만 퍼졌지만, 결국 리투아니아, 체코, 폴란드, 슬로바키아, 세르비아와 같은 다른 동유럽 국가들의 댄서들이 합류했다.
유럽 연합의 슬라브계 국가의 일부 논평가들은 처음에 이러한 플래시몹을 우익 선전의 심각한 표현으로 여겼는데, 특히 노래의 가사로 볼 때 "148"은 "148단어"를 뜻하는 신나치어로 "148"은 "148단어"와 히틀러 경례이다.하지만, 전문가들은 그 용법이 아이러니하고, 하드베이스의 군중들은 실제 신나치주의보다는 대부분 축구 훌리건들과 지루한 십대들로 구성되어 있다는 것을 재빨리 파악했다. 그 무렵의 네오나치들은 하드베이스와의 연관성을 일축하고 대신 좌파와 아나키스트 서클을 탓했다. 그러나, 평론가들은 여전히 하드베이스 공격에서 일부 우익 동조자들을 확인했지만, 브르노 마사리크 대학의 극우 극단주의 전문가인 미로슬라프 마레스에 따르면 하드베이스 공격이 여론에 미치는 영향은 무시할 수 있다고 한다.
하드베이스 노출의 다음 물결은 2011년 나르코틱 KAL(Drug is BAD) 뮤직비디오가 유튜브에서 입소문이 나면서 시작됐다. 이 비디오의 배경은 비록 풍자적이기는 하지만 러시아의 불법 약물 사용과 학대에 대한 항의였고, 특히 페레스트로이카 이후 더 널리 퍼진 소위 "크로코딜"에 대한 항의였다.

## 인터넷 문화
2010년대 중반부터 하드베스는 러시아 및 슬라브인의 생활방식의 중심 고정관념으로 고프니크, 쪼그려 앉기, 알코올 중독, 빈곤을 동반하는 인터넷 밈으로 자주 등장한다.